# Afghanocroce vartianorum
Afghanocroce vartianorum är en insektsart som beskrevs av Hölzel 1968. Afghanocroce vartianorum ingår i släktet Afghanocroce och familjen Nemopteridae. Inga underarter finns listade i Catalogue of Life.